# Jeřeň

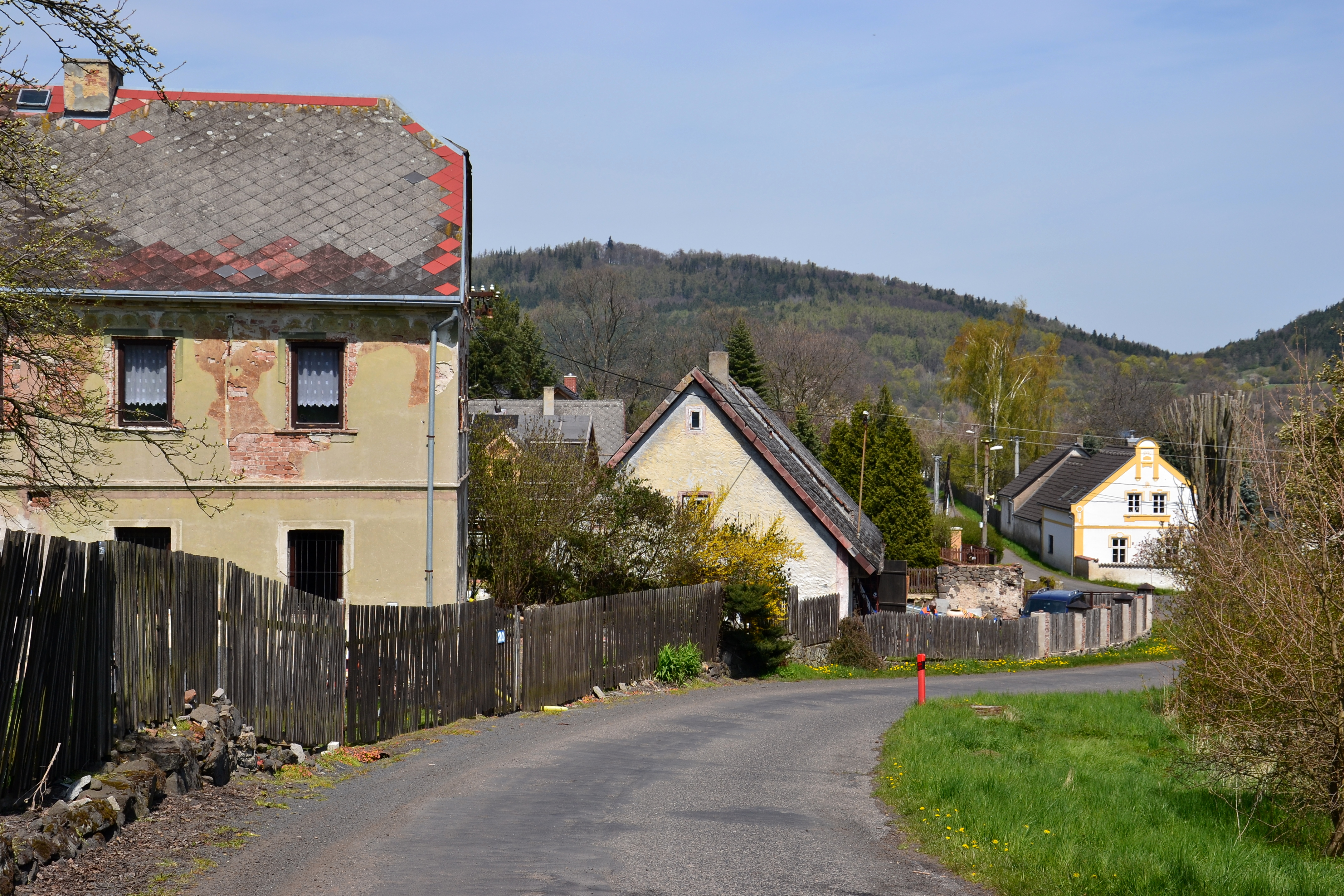
Dorfstraße

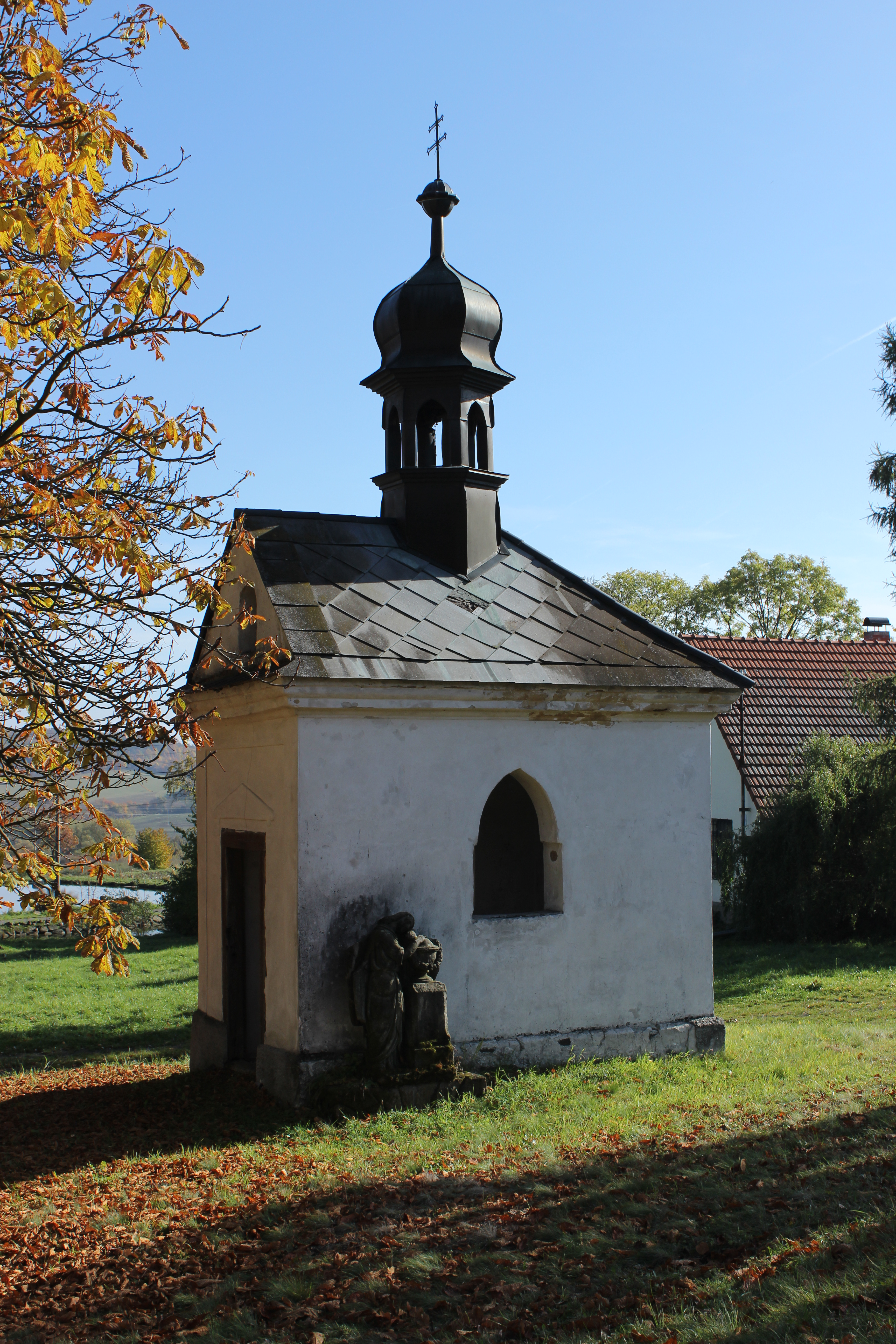
Kapelle

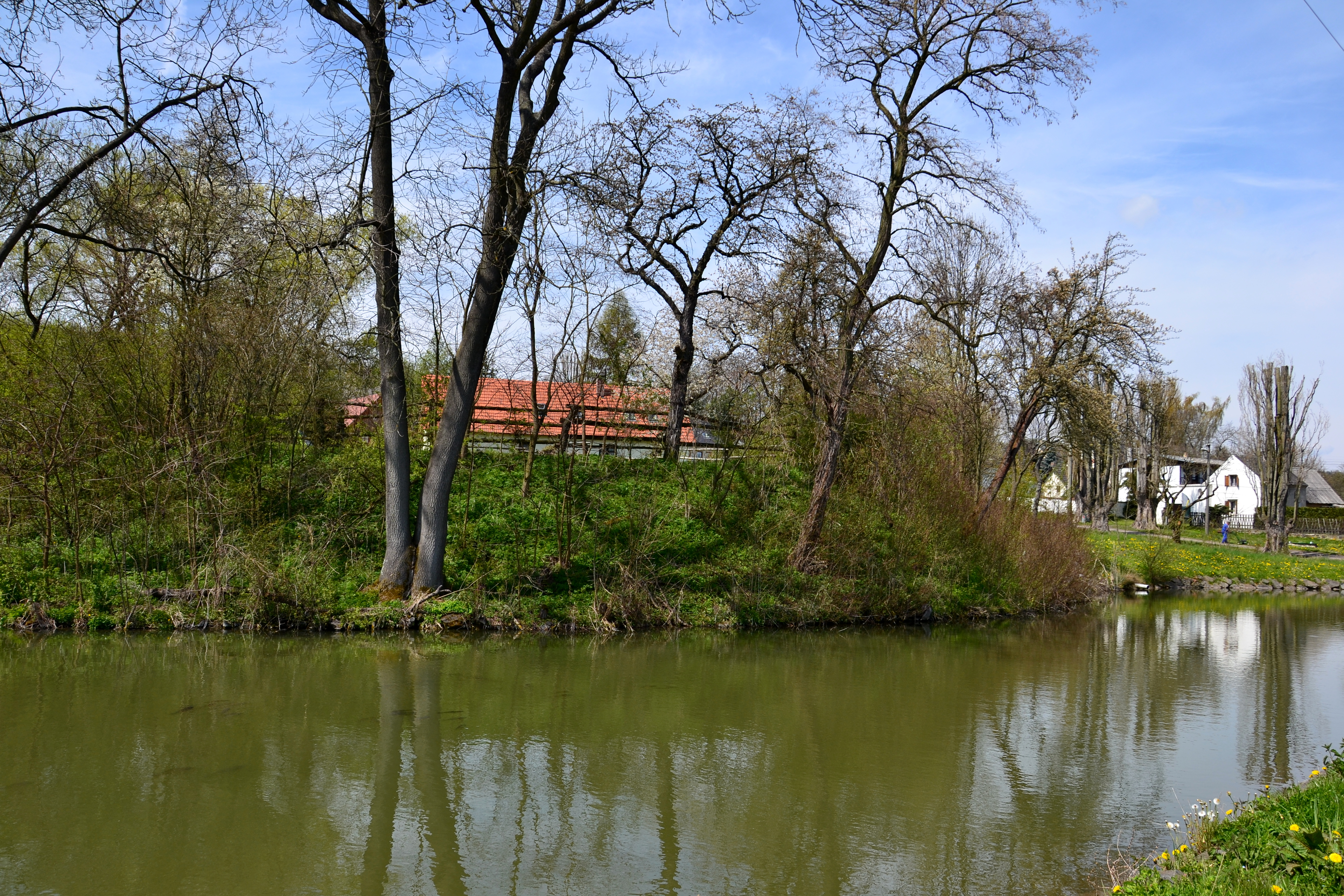
Burgstall

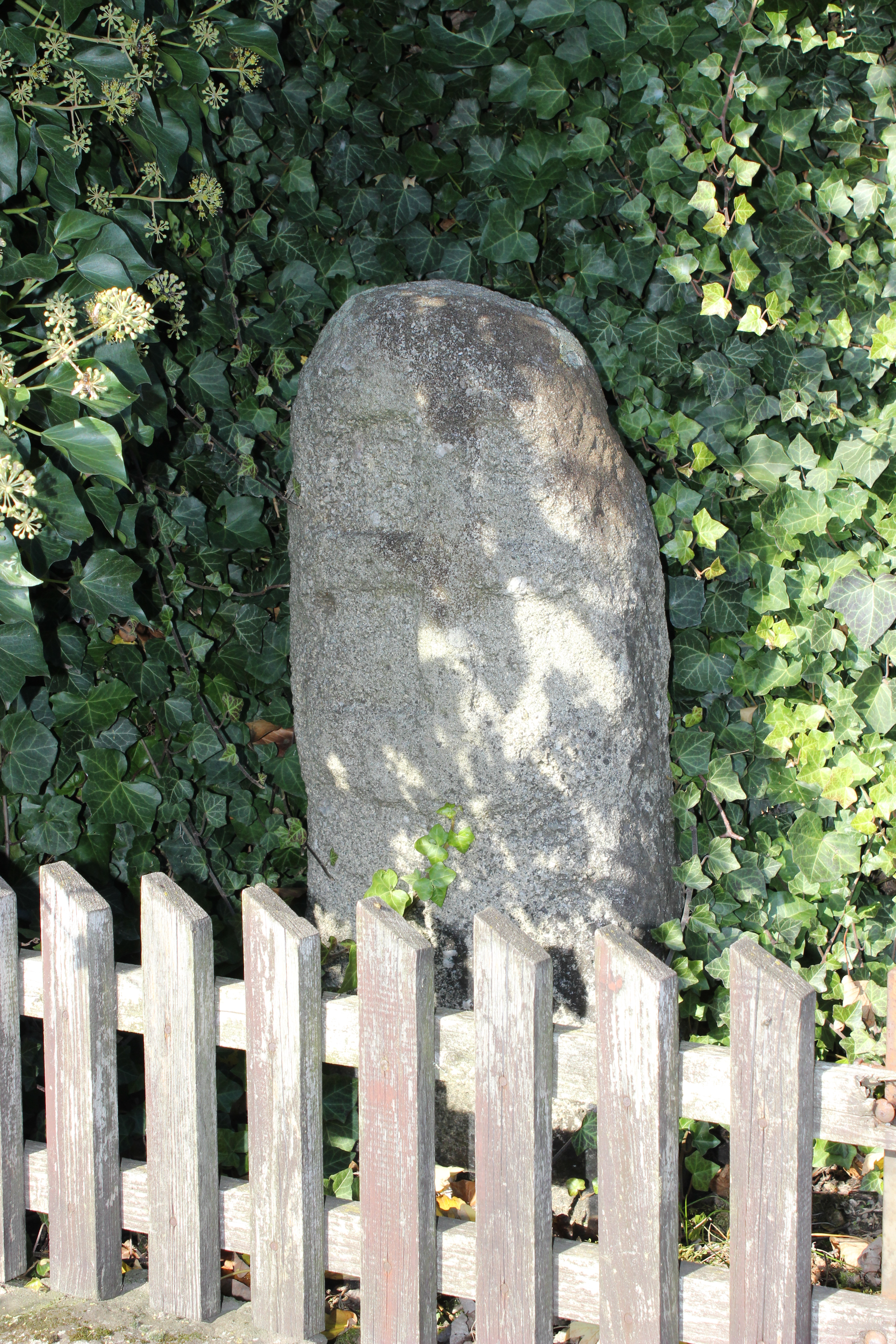
Kreuzstein

Jeřeň (deutsch Girschen) ist ein Ortsteil der Gemeinde Valeč (Waltsch) in Tschechien. Das Dorf liegt elf Kilometer nordöstlich von Žlutice (Luditz) und gehört zum Okres Karlovy Vary.

## Geographie
Das Platzdorf Jeřeň befindet sich in den südöstlichen Ausläufern des Duppauer Gebirges rechtsseitig über dem Tal des Mlýnecký potok (Filirschbach) im Quellgebiet eines kleinen Zuflusses. Nördlich erheben sich die Jedliny (Hohe Tanne; 702 m n.m.) und der Na Spravedlnosti (632 m n.m.), im Nordosten der Šibeniční vrch (Galgenberg; 619 m n.m.), östlich der Skytalský vrch (Skytalberg; 552 m n.m.), im Südosten der Orlík (Adlerberg; 552 m n.m.) und der Záhořský les (558 m n.m.), westlich der Na Kalvárii (Seeberg; 604 m n.m.) und der Hlavákovský vrch (Köppelberg; 683 m n.m.) sowie im Nordwesten der Janský vrch (Johanneshübel; 719 m n.m.) und der Prokopy (Prokopiberg; 749 m n.m.).
Nachbarorte sind Valeč und Ořkov (Worschka) im Norden, Lina (Lihna), Vrbička (Kleinfürwitz) und Dvorek (Gela) im Nordosten, Skytaly (Skytal) im Osten, Mlýnce (Linz), Horní Záhoří (Ober Dreihöfen), Dolní Záhoří (Unter Dreihöfen) und Nahořečice (Nahoretitz) im Südosten, Kostrčany (Kosterschan) und Horní Mlýn (Obermühle) im Süden, Bošov (Poschau), Vrbice (Großfürwitz) und Týniště (Thönischen) im Südwesten, Bělá (Biela) und Velký Hlavákov (Groß Lubigau) im Westen sowie Sklárna, Malý Hlavákov (Klein Lubigau) und die Wüstung Kopáčov (Kopitschau) im Nordwesten.

## Geschichte
Es wird angenommen, dass in Jeřeň seit der zweiten Hälfte des 13. Jahrhunderts ein Vladikensitz bestand. Die erste urkundliche Erwähnung des Dorfes erfolgte im Jahre 1280 als Sitz des Burggrafen Konrad von Jeřeň. Zwischen 1289 und 1291 ist Oldřich von Jeřeň als Besitzer des Gutes nachweislich. Zu Beginn des 14. Jahrhunderts erwarben die Vladiken von Netschetin das Gut Jeřeň; im Jahre 1321 besaß Evan von Jeřeň und Nečtin das Dorf und die Feste Jeřeň.
Nachdem Karl I. den Vladiken von Jeřeň und Nečtin 1333 das Lehn Netschetin mit Preitenstein entzogen hatte, machte Evan von Jeřeň die Feste Jeřeň zu seinem Sitz. Bis 1354 ist Evan von Jeřeň auf Jeřeň nachweislich, danach dessen Söhne Jan, Heřman und Evan. Es wird angenommen, dass während dieser Zeit der Bau der Burg Buben als Ersatz für Preitenstein erfolgte. Im Jahre 1379 wurde Heřman von Jeřeň als Besitzer etlicher Dörfer in der Umgebung von Buben erwähnt. Die Brüder Heřman und Evan von Jeřeň verkauften 1382 ihre Güter Jeřeň und Skytal an die Herren von Riesenburg; Heřman wurde schließlich 1394 als Herr auf Buben bezeichnet. Auf der Feste Jeřeň hatte 1407 Boresch „der Arme“ von Riesenburg (Boreš zchudlý z Rýzmburka) seinen Sitz und nannte sich nach ihr de Gerznie.
In der zweiten Hälfte des 15. Jahrhunderts erwarben die Herren Schanowetz von Schanowa (Šanovec ze Šanova) das Gut. 1476 gehörte es dem Jan Vykart von Šanov. Im Jahre 1541 wurden die Brüder Jan, Aleš und Jetřich von Šanov in der Landtafel als Besitzer des Gutes Jeřeň eingetragen. Im Zuge einer Erbteilung fiel Jeřeň vor 1558 dem Aleš von Šanov zu, ihm folgte ab 1575 Vykart von Šanov. Letzterer hinterließ fünf Söhne, die das väterliche Gut Jeřeň an Johann Waldemar von Lobkowitz veräußerten. Dieser verkaufte das Dorf und die Feste Jeřeň 1585 an Christoph von Stampach, der  das Gut Jeřeň seiner Herrschaft Valeč zuschlug. Die Feste verlor damit ihre Bedeutung als Herrensitz und wurde dem Verfall überlassen. Bis ins 16. Jahrhundert wurde in dem Gebiet ausschließlich böhmisch gesprochen. Die Herren von Stampach hielten die Herrschaft Valeč bis 1718. Anschließend erfolgten mehrere Besitzerwechsel, bis die Herrschaft 1798 an die Familie Korb von Weidenheim gelangte.
Im Jahre 1845 bestand das im Elbogener Kreis gelegene Dorf Girschen, auch Girschin bzw. Giřjn genannt, aus 31 Häusern mit 164 deutschsprachigen Einwohnern, darunter zwei protestantischen Familien. Im Ort gab es einen herrschaftlichen Meierhof und ein Wirtshaus. Abseits lagen das Sand-Wirtshaus (Na Písku), die herrschaftliche Schäferei Jamiken bzw. Gamink (Kamýk) und eine Wasenmeisterei. Pfarrort war Waltsch. Bis zur Mitte des 19. Jahrhunderts blieb Girschen der Herrschaft Waltsch untertänig.
Nach der Aufhebung der Patrimonialherrschaften bildete Girschen / Jeřeň ab 1850 eine Gemeinde im Gerichtsbezirk Buchau. Ab 1868 gehörte Girschen zum Bezirk Luditz. Im Jahre 1869 bestand das Dorf aus 34 Häusern und hatte 185 Einwohner. Im Jahre 1900 hatte Girschen 187 Einwohner, 1910 waren es 200. Nach dem Ersten Weltkrieg zerfiel der Vielvölkerstaat Österreich-Ungarn, die Gemeinde wurde 1918 Teil der neu gebildeten Tschechoslowakischen Republik. Beim Zensus von 1921 lebten in den 38 Häusern der Gemeinde 194 Personen, davon 190 Deutsche und vier Tschechen. 1930 lebten in den 38 Häusern von Girschen 175 Personen. Nach dem Münchner Abkommen wurde Girschen im Oktober 1938 dem Deutschen Reich zugeschlagen und gehörte bis 1945 zum Landkreis Luditz. 1939 hatte die Gemeinde 165 Einwohner. Nach dem Ende des Zweiten Weltkrieges kam Jeřeň zur wiedererrichteten Tschechoslowakei zurück. Nach der Aussiedlung der deutschen Bewohner wurde Jeřeň mit Tschechen wiederbesiedelt. Im Zuge der Gebietsreform von 1948 wurde der Okres Žlutice aufgelöst und die Gemeinde Jeřeň zum 1. Februar 1949 dem Okres Podbořany zugeordnet. 1950 lebten in den 16 Häusern von Jeřeň 96 Personen. 1956 wurde Jeřeň nach Valeč eingemeindet. Bei der Gebietsreform von 1960 wurde Jeřeň in den Okres Karlovy Vary eingegliedert. 1991 bestand Jeřeň aus 16 Wohnhäusern und hatte elf Einwohner. 2011 lebten in den 13 Häusern von Jeřeň acht Menschen.

## Ortsgliederung
Zu Jeřeň gehören die Einschichten Hamerský Domek (Hammerwerk) und Kamýk (Jamiken) sowie die Wüstung Na Písku (Sand). Der Ortsteil Jeřeň bildet einen Katastralbezirk.

## Sehenswürdigkeiten
- Wüste Wasserfeste Jeřeň, am südlichen Ortsrand. Die wahrscheinlich in der zweiten Hälfte des 13. Jahrhunderts errichtete gotische Anlage ist seit 1321 nachweislich. Nach 1585 wurde sie dem Verfall überlassen, später brannte sie aus. Die Bewohner des Dorfes nutzten danach vermutlich das Mauerwerk zum Bau fester Häuser. Die annähernd kreisförmige Anlage hatte einen Durchmesser von 40 m, der sie umgebende Graben eine Breite von 10–15 m. Erhalten ist ein mächtiger Burghügel mit Resten des Wassergrabens. Seit 1958 ist der Burgstall als Kulturdenkmal geschützt.
- Glockenhäusel auf dem Dorfplatz. Die Kapelle wurde am Übergang vom 19. zum 20. Jahrhundert errichtet. In der zweiten Hälfte des 20. Jahrhunderts wurde sie dem Verfall überlassen, die Ausstattung ging verloren. Zu Beginn der 1990er Jahre erfolgte ihre Wiederherstellung.[6]
- Kreuzstein, auf einer Terrasse am Gartenzaun des Hauses Nr. 27. Sein ursprünglicher Standort war südwestlich von Jeřeň am Rachelweg, der über den Seeberg nach Vrbice führte. Der Überlieferung nach soll er im Dreißigjährigen Krieg zum Gedenken an den Tod eines schwedischen Befehlshabers aufgestellt worden sein. In der zweiten Hälfte des 20. Jahrhunderts wurde der Stein in einem Feld bei dem beseitigten Weg entdeckt und im Garten des Hauses Nr. 27 aufgestellt. Nach 2001 erhielt er seinen neuen Platz auf einer gemauerten Terrasse am Gartenzaun des Hauses. Seit 2014 ist er als Kulturdenkmal geschützt.[7]